# 陳忠五
陳忠五（1963年—），臺灣民法學者，法国巴黎第一大学法學博士，研究專長在財產法。留學返臺後，在國立臺灣大學法律學系任教。後來獲時任總統蔡英文提名為司法院大法官，經立法院同意後，於2023年10月1日就職。

## 早期生涯
陳忠五生於1963年，來自臺灣中部的彰化縣田尾鄉。就讀高中時發生美麗島事件，家中因為他的二哥陳忠信參與社會運動，被警察搜索。受到此事影響，陳忠五決定學習法律，後來錄取國立臺灣大學法律學系。畢業後，通過律師考試，並錄取同校法律學研究所。陳忠五此時當過一年的執業律師，接受美國企業委託，辦理查察仿冒品的業務。
後來，陳忠五回到學校，完成碩士學位，考取教育部公費赴法國留學名額，進到巴黎第一大學修讀博士學位。他的博士學位論文以《法國實證法上之權利外觀理論與代理（代表）制度》（Apparence et représentation en droit positif français）為題，獲得高度讚賞，並出版成冊。畢業後，便返回臺灣，任教於國立臺灣大學法律學系。

## 學術工作

### 研究
陳忠五研究民事法領域，專長為契約法、民事責任法、消費者保護法。
陳忠五長年觀察、評論臺灣法院裁判。1999年起，在《臺灣法學雜誌》開設專欄，撰寫最高法院判決的評論。2021年，接任新創刊的《台灣法律人》法學雜誌編輯召集人。

### 教學
陳忠五在國立臺灣大學法律學系開設過民法總則、民法債編總論、民法物權、民事責任法專題研究、法文法學名著選讀等課程，最主要是負責大學部（本科生）一、二年級的必修課「民法債編總論」。
教學上，學生認為他口語遣詞用字精準，授課內容經常以體系、架構圖表呈現，概念清楚。他開設的課程相當受歡迎，經常超過150人以上修習，是「大班課」。為了顧及學生學習，還會請研究生助理兼任課程助教，另外開輔導課。

## 社會參與
除了大學教師、學者身分，陳忠五也參與校園外的事務。除關注弱勢者保護外，也經常應政府機關邀請，參與法令修正研擬、學術出版、專業審查等工作。早年曾經帶頭推動「強制汽車責任險」的立法。
2023年5月30日，中華民國總統蔡英文提名陳忠五為司法院大法官，送立法院行使人事同意權。6月21日獲得立法院63張同意票，確定成為大法官，於10月1日就職。

### 文獻
- 蘇立. . 彭文正  (编). . 國立臺灣大學出版中心. 2009: 180~189. ISBN 9789860196849 （中文（繁體））.
- 蔣金. . 洪貞玲  (编). . 國立臺灣大學出版中心. 2015: 192–201. ISBN 9789863500612 （中文（繁體））.